# Slip of the Lip
Slip of the Lip è un singolo del gruppo musicale statunitense Ratt, il terzo estratto dal loro terzo album in studio Dancing Undercover nel 1987.

## Video musicale
Il videoclip del brano mostra una giornalista di nome Kitty Galore (riferimento al personaggio Pussy Galore di Agente 007 - Missione Goldfinger) che, per conto di un immaginario Spy Magazine, viene inviata a un concerto dei Ratt per spiare i membri della band. Alla fine della serata la donna riesce a catturare un'istantanea di Stephen Pearcy, dopodiché i due hanno un bacio alla francese e, di nascosto, il cantante le prende il rullino.

## Tracce
1. Slip of the Lip – 3:15